# Allogalumna moresonensis
Allogalumna moresonensis är en kvalsterart som först beskrevs av Engelbrecht 1972.  Allogalumna moresonensis ingår i släktet Allogalumna och familjen Galumnidae. Inga underarter finns listade i Catalogue of Life.